# Streetwise (1984)
Streetwise – Straßenkinder (Originaltitel Streetwise) ist ein US-amerikanischer Dokumentarfilm von Martin Bell, der für einen Oscar nominiert war. Cheryl McCalls Drehbuch beruht auf dem Artikel „Streets of the Lost“ des Life-Magazins über eine Gruppe von Kindern/Jugendlichen, die in einem Alter, in dem andere Kinder zur Schule gehen, lernen, Nutten, Diebe, Betrüger, Drogendealer und Junkies zu sein.

## Inhalt
Der Film beschäftigt sich mit unterprivilegierten Teenagern, die ihr Leben auf den Straßen von Seattle fristen. Das Leben, das die Straßenkinder führen müssen, ist schlichtweg schrecklich. Aber auch bei ihnen gibt es seltene Momente der Akzeptanz und des Glücks. Sie klammern sich aneinander. Zum zuständigen Sozialarbeiter, der sich mit den Tatsachen, so wie sie sind, abgefunden zu haben scheint, ist ihr Verhältnis distanziert und von Unbehagen geprägt. Der Polizei suchen sie auszuweichen. Ihr Leben spielt sich auch in einem verlassenen Hotel ab. Dort haben sie versucht, sich eine Art Heimathafen einzurichten. Geld verdienen die Kinder und Jugendlichen durch Betteln und Prostitution und ihr Essen besorgen sie sich, indem sie die Müllcontainer hinter Restaurants plündern. Sie haben sogar ein System entwickelt, um zu kennzeichnen, welche Lebensmittel aus dem Container man meiden sollte, da sie tatsächlich verdorben sein könnten.
Erstaunlicherweise haben einige der Jugendlichen immer noch Kontakt zu ihren Eltern. Eine sehr junge Frau erzählt schulterzuckend, dass ihr immer bewusst gewesen sei, dass ihre Mutter sie nicht liebe und es ihr egal sei, was aus ihr werde. Das sei okay. Dabei umarmt sie sich selbst. Ein anderes Mädchen berichtet von seinen Versuchen, mit seiner Mutter zu sprechen. Sie habe jedoch stets entgegnet, sie solle still sein, sie sei damit beschäftigt, zu trinken. Ein sechzehnjähriger Junge namens DeWayne berichtet von Besuchen bei seinem Vater im Gefängnis und dessen quälenden Vorträgen über Rauchen, Trinken und Drogenkonsum. Von DeWayne wird noch ein weiteres Mal berichtet, allerdings bei einem sehr traurigen Anlass – seiner Beerdigung. Er hat sich erhängt. An seiner Beerdigung nehmen gerade einmal vier Menschen teil, die Mutter und drei Sozialarbeiter.
Tiny ist vierzehn und Gelegenheitsprostituierte, sie meint, einer der Männer, zu denen sie ins Auto steige, könne auch ihr Vater sein, ohne dass sie es wisse. Tinys Mutter arbeitet als Kellnerin und hat Alkoholprobleme. Sie hat einen Mann geheiratet, mit dem Tiny nicht klarkommt. Auch für andere der befragten Mädchen sind ‚Stiefväter‘ ein großes Problem. Tinys Freund ist Rat, er hat eine Möglichkeit gefunden, billig an Pizza zu kommen. Man ruft einen Pizzadienst an und bestellt vorzugsweise eine Pizza, die eigentlich niemand haben möchte, wartet danach bis das Restaurant zurückgerufen hat und wartet dann ganz in der Nähe, wo auch alsbald eine lauwarme Pizza mit Ananas und Peperoni ihren Weg in einen Müllcontainer findet. Rat, der extrem jung aussieht, hat noch weitere Überlebenstipps auf Lager.

## Produktion

### Produktionsnotizen, DVD
Streetwise über junge Straßenkinder in Seattle begann als Artikel von Cheryl McCall und als Fotoessay von Mary Ellen Mark im Life-Magazin.
Der Film wurde am 25. Januar 2013 von der Alive AG in Englisch mit deutschen Untertitel auf DVD herausgegeben.

### Hintergrund
Roberta Josepha Hayes wurde zuletzt im Februar 1987 lebend gesehen, als sie nach einer Verhaftung wegen Prostitution aus dem Gewahrsam der Polizei von Portland in Oregon entlassen wurde. Vier Jahre später, am 11. September 1991 entdeckte ein Mitarbeiter des Washington State Parks Robertas Skelettreste. Sie war vom Green-River-Killer Gary Ridgway getötet worden.
Erin Blackwell, die in diesem Film Tiny gerufene Protagonistin, ist die Hauptfigur in einem dreißig Jahre später fertiggestellten Nachfolgefilm mit dem Titel Tiny: The Life of Erin Blackwell. Tiny ist inzwischen 44 Jahre alt und Mutter von zehn Kindern, denen dasselbe Schicksal droht, wie seinerzeit ihr.

### Soundtrack
- The Teddy Bear’s Picnic, Musik: John W. Bratton, Text: Jimmy Kennedy, Vortrag: Baby Grampas
- Take Care of All My Children, geschrieben und performt von Tom Waits
- Rat’s Theme, geschrieben und performt von Tom Waits

## Rezeption

### Kritik
Gene Siskel & Roger Ebert befanden in At the Movies: „…sensational and compelling. This is one of the best movies of 1985.“ (frei übersetzt: …sensationell und fesselnd. Dies ist einer der besten Filme des Jahres 1985.) Der Kritiker Roger Ebert schrieb auf seiner Seite, das Thema entlaufener, entführter und verlassener Kinder habe in letzter Zeit viel Aufmerksamkeit in den Nachrichten erhalten, aber nie auch nur annähernd so viel wie in dem Film Streetwise, der in das Leben dieser minderjährigen Überlebenden eindringe, während sie auf den Straßen von Seattle um Leben und Liebe kämpfen würden. Der Film enthalte außergewöhnliches Alltagsmaterial, das die Filmemacher durch monatelanges Herumhängen mit den Kindern und Jugendlichen erhalten hätten, deren Vertrauen sie nur so hätten gewinnen können und nur dadurch habe man ihre Kameras akzeptiert. Der Film überrasche durch die Offenheit des darin enthaltenen Materials. Wir erleben sowohl Momente der Intimität als auch der Gewalt und des Schmerzes.
Janet Maslin befasste sich in der New York Times mit dem Film und meinte, die Formlosigkeit und die uneingestandene Präsenz der Kamera in scheinbar kleinen, intimen Momenten würden dem Film schaden, wenn die Interviews nicht so unverkennbar authentisch und mitunter so erschütternd wären. Zwar habe der Film einen Anflug von Sensationslust, aber vieles davon sei nur allzu real. Eines der Dinge, die Streetwise seine Wirkung verleihen würden, sei ein Ereignis, das die Filmemacher nicht hätten vorhersehen können, der Selbstmord eines der halben Dutzend Probanden, mit dem sie intensiv zusammengearbeitet hätten.
Auf der Seite DVD Beaver heißt es über diesen Film und über einen Nachfolgefilm mit Tiny, einer der Protagonistinnen, dass beide Filme zusammen ein umwerfend offenes, einfühlsames sowie herzzerreißendes und zutiefst einfühlsames Porträt einer verlorenen Jugend ergäben, die viel zu früh hätten in einer Welt aufwachsen müssen, die sie im Stich gelassen habe, und die versuchten, aus dem Kreislaufs des Traumas auszubrechen.

### Auszeichnungen
- Academy Awards 1985: Nominiert für den Oscar in der Kategorie „Bester Dokumentarfilm“ Cheryl McCall
- Kansas City Film Critics Circle Awards 1985: Gewinner des KCFCC Awards in der Kategorie „Bester Dokumentarfilm“
- Sundance Film Festival 1985: Gewinner des Special Jury Prize in der Kategorie „Dokumentarfilm“ Martin Bell sowie
  - nominiert für den Grand Jury Prize in der Kategorie „Dokumentarfilm“ Martin Bell
- National Society of Film Critics Awards 1986: Nominiert für den NSFC Award in der Kategorie „Bester Dokumentarfilm“